# Tokyo Ravens
Tokyo Ravens (東京レイヴンズ Tōkyō Reivunzu?) es una novela ligera japonesa escrita por Kōhei Azano e ilustrada por Sumihei. Fue adaptada en una serie de manga en 2010 por Atsushi Suzumi (autor del manga Venus versus Virus), teniendo también una adaptación a anime en octubre de 2013. El argumento de la novela está basado principalmente en Teito Monogatari, de Hiroshi Aramata, contando con numerosas referencias a ella.

## Argumento
La historia gira en torno a Tsuchimikado Harutora, un chico descendiente de una de las ramas de la familia Tsuchimikado, especialista en la práctica de artes ocultas del Onmyōji. Las raíces de Harutora no le sirven de mucho, pues pese a todo es incapaz de ver la energía espiritual y por ello carece de poder alguno, siendo un muchacho corriente. Tsuchimikado Natsume, una chica que fue amiga de la infancia de Harutora y es la próxima cabeza de familia de los Tsuchimikado se reúne un día con él y le cambia la vida.

## Personajes
Harutora Tsuchimikado (土御門 春虎, Tsuchimikado Harutora)
Voz por: Kaito Ishikawa
Protagonista e hijo de una rama secundaria del clan Tsuchimikado. Había estado viviendo una vida normal y relajado al ver que no podía lograr nada sin poderes mágicos. Cuando era joven, él hizo una promesa con Natsume para convertirse en su shikigami y protegerla. Después de presenciar la muerte de Hokuto, se convirtió en el shikigami de Natsume para mantener su promesa que hizo muchos años atrás.Él parece tener algún tipo de 'Mala suerte ', que él considera una antigua maldición transmitida por sus antepasados . Él es muy débil en los estudios y por lo general está bajo la tutela de Natsume para evitar ser retenido un año . Más adelante en la novela ligera , la verdadera identidad de Harutora se revela. Él es la reencarnación real de Yakou Tsuchimikado . Cuando él y Natsume nacieron , se intercambiaron sus lugares. Fue enviado a la familia de la rama y Natsume se transmite a la familia principal. En el momento en que recuperó sus recuerdos de la vida anterior , Natsume fue asesinado. Él realizó la Taizan Fukun Ritual y la revivió , pero luego él se va.
Natsume Tsuchimikado (土御門 夏目, Tsuchimikado Natsume)
Voz por: Kana Hanazawa
Amiga de la infancia de Harutora y la hija de la familia principal del Clan Tsuchimikado. Durante las vacaciones de verano, ella llega a la ciudad de Harutora para interrumpir su vida en paz porque sostiene que cumpla la promesa que hizo hace mucho tiempo para llegar a ser su familiar. Ella es la heredera de la familia Tsuchimikado y se supone que es la reencarnación de Tsuchimikado Yakō. Como una tradición familiar, tiene que presentarse como varón en frente de otras familias onmyōji. Ella se preocupa profundamente acerca de su reputación de la familia y tiene la carga de ser el próximo heredero del clan de Tsuchimikado. Después del incidente con Dairenji Suzuka, ella muestra estar usando la misma cinta que Hokuto ganó en el juego de disparos. Ella se preocupa por Harutora y está enamorada de él desde la infancia, llegando a ser extremadamente celosa cuando Harutora está cerca de otras chicas, alegando que su Shikigami, Harutora le pertenece solo a ella.
Hokuto (北斗, Hokuto)
Voz por: Hisako Kanemoto
Amiga de Harutora. Ella estaba enamorada de Harutora y se puso muy celosa cuando Harutora fue besado por Suzuka. Durante su siguiente encuentro con Suzuka, se sacrifica para salvar Harutora del shikigami de Suzuka.
Tōji Ato (阿刀 冬児, Ato Tōji)
Voz por: Ryōhei Kimura
Un ex-delincuente y el mejor amigo de Harutora de la escuela. Él es capaz de sentir espíritus y tiene un amplio conocimiento en onmyōdō. Fue víctima del desastre espiritual de hace dos años. Se matriculó la Academia onmyō en Tokio junto con Harutora. Él por lo general ayuda Harutora siempre se mete en problemas. Siempre se le ve que lleva un pañuelo verde. Dos años antes de la historia, se reveló que él estaba poseído por el ogro que causó el desastre espiritual. Por lo tanto, al final se convirtió en un semiogro y ahora intenta hacerse con el control para contener el Ogro dentro de sí mismo. La razón por la que se inscribió en la Academia Onmyō era purificar el ogro en su interior.
Suzuka Dairenji (大連寺 鈴鹿, Dairenji Suzuka)
Voz por: Ayane Sakura
La más joven de los Doce Generales Divinos apodada "La Prodigio". Era un delincuente buscada por la investigación y el uso de magia prohibida. Llega a la ciudad en busca de Natsume para hacerla como una ofrenda en un ritual Taizan Fukun para revivir a su hermano. Ella investigó sobre Tsuchimikado Yakō y su ritual "Taizan Fukun" con el fin de traer a su hermano de vuelta a la vida. Esto la lleva a un conflicto con la Agencia Onmyō. A pesar de ser una poderosa onmyōji, es considerado como la más débil de los generales divinos según lo declarado por Kagami Reiji. Es la hija de Dairenji Shidō.
Kon (コン, Kon)
Voz por: Aki Toyosaki
Es la shikigami de Harutora. Un diminuto espíritu zorro plateado que lleva ropa de miko y maneja un Wakizashi. Ha estado al lado de Harutora desde el momento en que se convirtió en shikigami de Natsume, pero debido a su bajo consumo de energía y de conciencia espiritual, él era incapaz de oírla o verla. Un raro shikigami tipo Gohō , ella posee pensamiento y acciones independientes y es ferozmente leal a su amo, e incluso se pone celosa cuando Harutora está cerca de otras chicas. Ha servido al clan Tsuchimikado desde mucho tiempo atrás.
Kyōko Kurahashi (倉橋 京子, Kurahashi Kyōko)
Voz por: Eri Kitamura
La nieta de la directora de la Escuela Preparatoria Onmyō y heredera de la familia Kurahashi. Ella forma parte de los mejores alumnos de la escuela y uno de los únicos 3 estudiantes conocidos por poseer una shikigami tipo Gohō que consta de dos guerreros de clase demonio Yaksha llamados Hakuō y Kokfū. Inicialmente hostil hacia Harutora (y por extensión Natsume) por sospecha de uso de la fama y la condición de ser shikigami de Natsume para de repente inscribirse directamente en la academia de élite a medio semestre. Después de una serie de eventos, se reconcilia y entabla una amistad con Harutora. 
Tenma Momoe (百枝 天馬, Momoe Tenma)
Voz por: Hiro Shimono
Un compañero de clase que se hace amigo de Harutora y Tōji durante su primer día en la academia.

## Media

### Novela ligera
Tokio Ravens comenzó como una serie de novelas ligeras de Kōhei Azano, autor de Black Blood Brothers, con ilustraciones de Sumihei.
| Volumen    | Título                       | Fecha de publicación    | ISBN                   |
| ---------- | ---------------------------- | ----------------------- | ---------------------- |
| Volumen 1  | SHAMAN*CLAN                  | 20 de mayo de 2010      | ISBN 978-4-8291-3519-8 |
| Volumen 2  | RAVEN's NEST                 | 9 de septiembre de 2010 | ISBN 978-4-8291-3552-5 |
| Volumen 3  | cHImAirA DanCE               | 18 de diciembre de 2010 | ISBN 978-4-8291-3592-1 |
| Volumen 4  | GIRL RETURN & days in nest I | 20 de mayo de 2011      | ISBN 978-4-8291-3637-9 |
| Volumen 5  | days in nest II & GIRL AGAIN | 20 de julio de 2011     | ISBN 978-4-8291-3657-7 |
| Volumen 6  | Black Shaman ASSAULT         | 20 de octubre de 2011   | ISBN 978-4-8291-3688-1 |
| Volumen 7  | _DARKNESS_EMERGE_            | 19 de mayo de 2012      | ISBN 978-4-8291-3757-4 |
| Volumen 8  | over-cry                     | 20 de octubre de 2012   | ISBN 978-4-8291-3809-0 |
| Volumen 9  | to The DarkSky               | 19 de mayo de 2013      | ISBN 978-4-8291-3865-6 |
| Volumen 10 | BEGINS/TEMPLE                | 19 de octubre de 2013   | ISBN 978-4-0471-2911-5 |
| Volumen 11 | change:unchange              | 19 de abril de 2014     | ISBN 978-4-0407-0087-8 |
| Volumen 12 | Junction of STARs            | 20 de noviembre de 2014 | ISBN 978-4-04-070139-4 |
| Volumen 13 | COUNT>DOWN                   | 20 de marzo de 2015     | ISBN 978-4-04-070524-8 |
| EX1        | party in nest                | 20 de julio de 2013     | ISBN 978-4-8291-3909-7 |
| EX2        | seasons in nest              | 20 de febrero de 2014   | ISBN 978-4-0407-0030-4 |

### Manga
Una adaptación a manga por parte de Atsushi Suzumi comenzó a serializarse en la Shōnen Ace en diciembre de 2010. Un manga spin-off, titulado Tokyo Ravens: Red and White, por Azumi Mochizuki fue serializado en la Monthly Dragon Age y concluyó en la edición de noviembre de 2013, y Fujimi Shobo publicó una tercera adaptación por COMTA, titulado Tokyo Ravens: Tokyo Fox. Una cuarta adaptación a manga, titulado Tokyo Ravens: Sword of Song, por Ran Kuze comenzó la serialización en la edición de noviembre de 2013 de Monthly Shōnen Rival de Kōdansha.
| Volumen    | Título                        | Fecha de publicación     | ISBN                   |
| ---------- | ----------------------------- | ------------------------ | ---------------------- |
| Volumen 1  | Tokyo Ravens (1)              | 22 de diciembre de 2010  | ISBN 978-4-0471-5582-4 |
| Volumen 2  | Tokyo Ravens (2)              | 23 de febrero de 2011    | ISBN 978-4-0471-5623-4 |
| Volumen 3  | Tokyo Ravens (3)              | 22 de julio de 2011      | ISBN 978-4-0471-5736-1 |
| Volumen 4  | Tokyo Ravens (4)              | 24 de enero de 2012      | ISBN 978-4-0412-0098-8 |
| Volumen 5  | Tokyo Ravens (5)              | 21 de junio de 2012      | ISBN 978-4-0412-0295-1 |
| Volumen 6  | Tokyo Ravens (6)              | 23 de octubre de 2012    | ISBN 978-4-0412-0490-0 |
| Volumen 7  | Tokyo Ravens (7)              | 24 de septiembre de 2013 | ISBN 978-4-0412-0837-3 |
| Volumen 8  | Tokyo Ravens (8)              | 26 de noviembre de 2013  | ISBN 978-4-0412-0915-8 |
| Spin-off 1 | Tokyo Ravens: RED AND WHITE 1 | 9 de octubre de 2013     | ISBN 978-4-0471-2907-8 |
| Spin-off 2 | Tokyo Ravens: RED AND WHITE 2 | 9 de enero de 2014       | ISBN 978-4-0471-2996-2 |
| especial   | Tokyo Ravens: Tokyo Fox       | 6 de junio de 2012       | ISBN 978-4-0471-2801-9 |

### Anime
Una adaptación del anime comenzó a transmitirse en octubre de 2013, producido por 8 bits y dirigida por Takaomi Kansaki. El opening es "X-encounter" por Maon Kurosaki y el ending es "Kimi ga Emu Yūgure" por Yoshino Nanjō, su segundo opening es "Outgrow" por Gero y su segundo ending es "Break a spell" por Mami Kawada.
| Episodio | Título                                                                                       | Estreno                 |
| -------- | -------------------------------------------------------------------------------------------- | ----------------------- |
| 1        | "SHAMAN*CLAN -Promise-" (SHAMAN*CLAN -約束-)                                                 | 8 de octubre de 2013    |
| 2        | "SHAMAN*CLAN -Confession-" (SHAMAN*CLAN -告白-)                                              | 15 de octubre de 2013   |
| 3        | "SHAMAN * CLAN -Calling the Dead (Tama Night Crawling)-" (SHAMAN*CLAN -魂呼(たまよばい)-)    | 8 de octubre de 2013    |
| 4        | "RAVEN's NEST -School-" (RAVEN's NEST -学舎-)                                                | 29 de octubre de 2013   |
| 5        | "RAVEN's NEST -Bonds-" (RAVEN"s NEST -絆-)                                                   | 5 de noviembre de 2013  |
| 6        | "days in nest -holiday-" (days in nest -休日-)                                               | 12 de noviembre de 2013 |
| 7        | "cHImAirA DanCE -Ogre Eater-" (cHImAirA DanCE -鬼喰(おにくい)-)                              | 19 de noviembre de 2013 |
| 8        | "cHImAirA DanCE -Half-Ogre-" (cHImAirA DanCE-生成[なまなり])                                 | 26 de noviembre de 2013 |
| 9        | "cHImAirA DanCE -Purification-" (cHImAirA DanCE-修祓-)                                       | 3 de diciembre de 2013  |
| 10       | "GIRL RETURN -Prodigy-" (GIRL RETURN -神童-)                                                 | 10 de diciembre de 2013 |
| 11       | "GIRL RETURN -Tiger-" (GIRL RETURN -虎-)                                                     | 17 de diciembre de 2013 |
| 12       | "GIRL RETURN -Love-" (GIRL RETURN -恋心-)                                                    | 24 de diciembre de 2013 |
| 13       | "Black Shaman ASSAULT -Priest-" (Black Shaman ASSAULT -法師-)                                | 7 de enero de 2013      |
| 14       | "Black Shaman ASSAULT -Face-off-" (Black Shaman ASSAULT -術比-)                              | 14 de enero de 2014     |
| 15       | "_DARKNESS_EMERGE_ -Encounter-" (_DARKNESS_EMERGE_ -邂逅-)                                   | 21 de enero de 2014     |
| 16       | "_DARKNESS_EMERGE_ -Divine Fan-" (_DARKNESS_EMERGE_ -神扇-)                                  | 28 de enero de 2014     |
| 17       | "_DARKNESS_EMERGE_ -Razor-" (_DARKNESS_EMERGE_ -髭切-)                                       | 4 de febrero de 2014    |
| 18       | "over-cry -Assault-" (over-cry -強襲-)                                                       | 11 de febrero de 2014   |
| 19       | "over-cry -Princess-" (over-cry -姫-)                                                        | 18 de febrero de 2014   |
| 20       | "over-cry -Fireworks-" (over-cry -花火-)                                                     | 25 de febrero de 2014   |
| 21       | "to The Darksky -Dark night-" (to The Darksky -闇夜-)                                        | 4 de marzo de 2014      |
| 22       | "to The DarkSky -Protector-" (to The DarkSky -護法-)                                         | 11 de marzo de 2014     |
| 23       | "to The DarkSky -Onmyō-" (to The DarkSky -陰陽-)                                             | 18 de marzo de 2014     |
| 24       | "to The DarkSky -Calling the Dead (Tama Night Crawling)" (to The DarkSky -魂呼(たまよばい)-) | 25 de marzo de 2014     |